# Mececio
Mececio (622-669) fue un usurpador Bizantino en Sicilia desde 668 hasta 669.
Era un noble armenio del clan de los Gnuni en la corte del emperador Constante II en Siracusa, y (según Oman) pudo haber sido cómplice en el asesinato del emperador en los baños de Dafne en 668. El ejército lo proclamó emperador y reinó en Sicilia durante unos pocos meses. Sin embargo, cuando las noticias del asesinato de Constante llegaron a su hijo, Constantino IV en Constantinopla, se envió una expedición a deponer y matar a Mececio. Su corte fue deportada a Constantinopla.